# Сніжнянський провулок
Сніжня́нський прову́лок — провулок у Печерському районі міста Києва, місцевість Звіринець. Пролягає від Звіринецької вулиці до Правобережної вулиці.

## Історія
Провулок виник у середині XX століття під назвою 246-а Нова вулиця. Сучасна назва — з 1955 року, на честь міста Сніжне Донецької області.